# Leek Wootton
Leek Wootton – wieś w Anglii, w hrabstwie Warwickshire. Leży 5 km na północ od miasta Warwick i 135 km na północny zachód od Londynu.